# Ull de bou

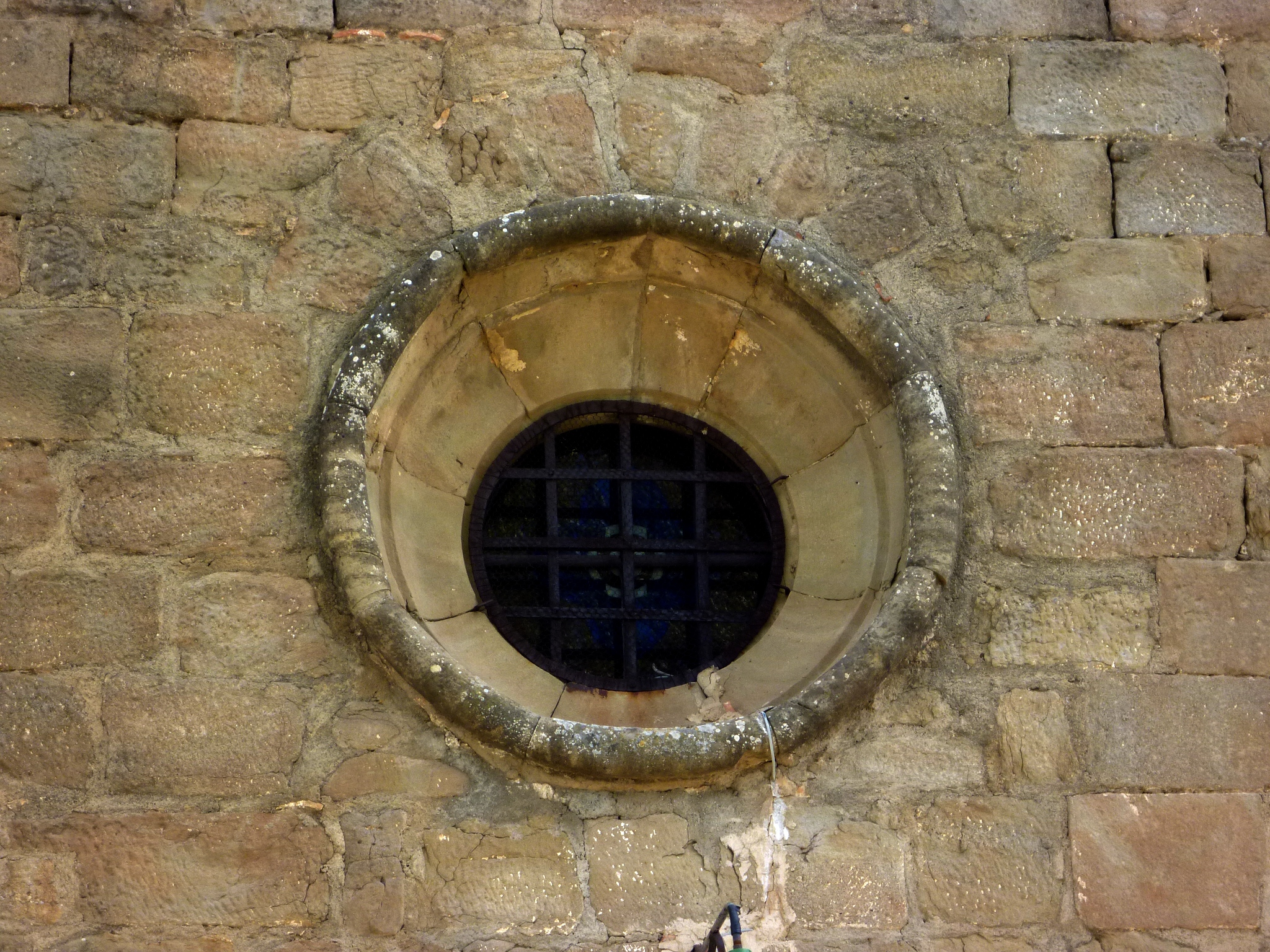
Ull de bou de l'església de Sant Andreu de Clarà (Solsonès)

L'ull de bou, en arquitectura, és una petita finestra o lluerna de forma ovalada o circular.

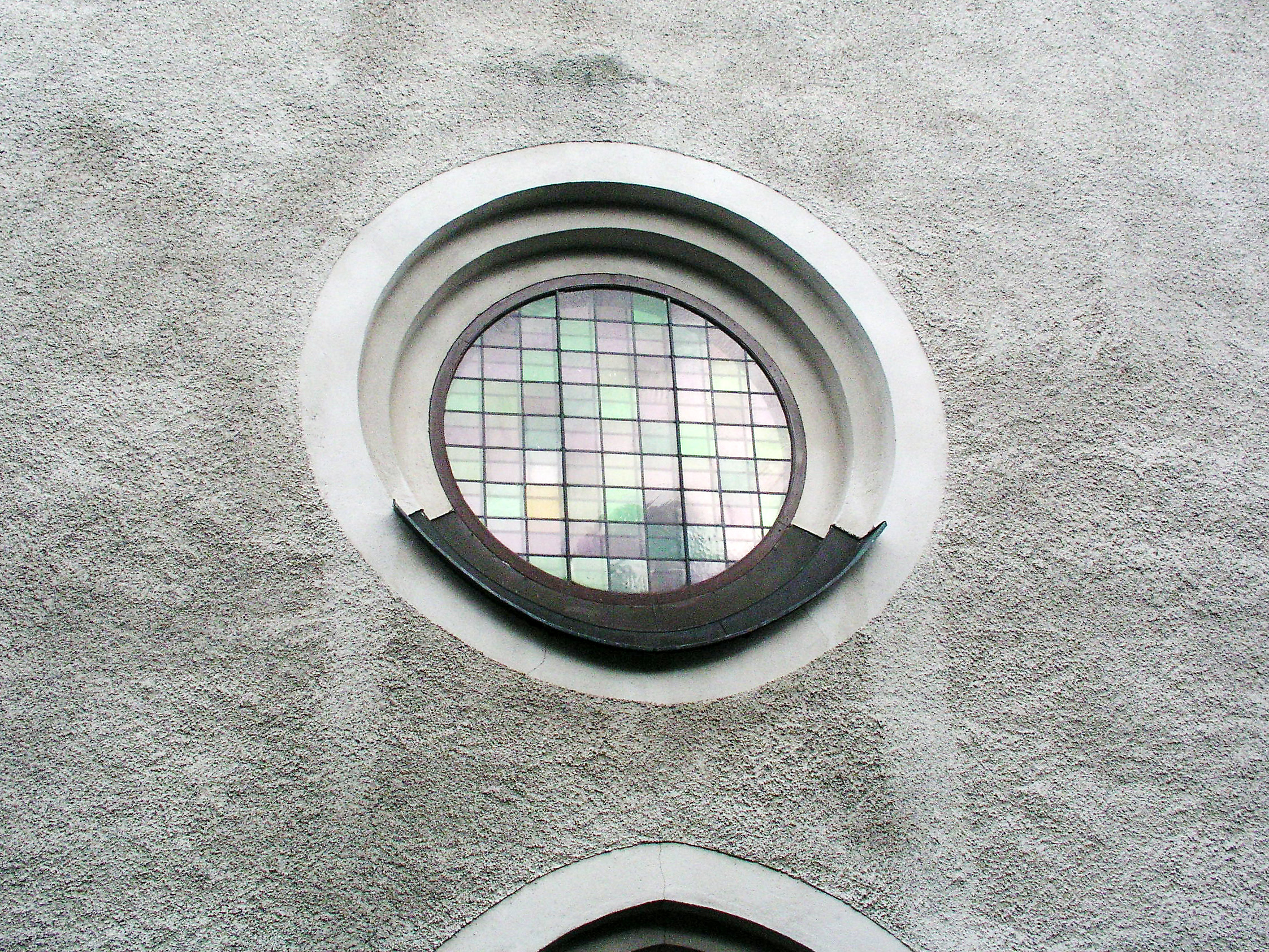
Ull de bou a l'església de Täby, a Estocolm

## Tipus
- Les típiques finestres circulars o ovalades de l'arquitectura del segle xvi se solen denominar ulls de bou (en francès, oeil de boeuf i en anglès bull's-eye).
- Les finestres circulars a les golfes han estat una característica de l'arquitectura clàssica francesa del segle xvii.
- També es troben ulls de bou, per raons estructurals, a les finestretes dels vaixells o avions.